# Scott Buck
Scott Buck est un scénariste et producteur de télévision américain. Il est connu pour avoir écrit des scénarios d'épisodes pour Six Feet Under, Rome, Dexter et Everybody Loves Raymond.

## Biographie
Au début de sa carrière, Buck travaille sur des sitcoms, puis rejoint l'équipe de Six Feet Under comme auteur et producteur superviseur en 2002 pour la saison 2 de la série. Il conserve ce poste sur la saison 3 avant d'être promu coproducteur exécutif pour les saisons 4 et 5. Son travail lui vaudra une nomination aux WGA, individuel et en équipe, ainsi qu'un Peabody award. Il reste ensuite sur HBO et devient coproducteur exécutif sur la saison 2 de Rome en 2007.
La même année, après l’annulation de Rome, il devient auteur et coproducteur exécutif pour la saison 2 de Dexter en 2007 ; il sera nommé pour le Writers Guild of America Award de la meilleure série dramatique en 2007 pour son travail sur cette saison,,, ce qu'il réitérera pour les saisons 3 en 2008 et 4 en 2009. Alors que les showrunners de la série partent, Buck est promu showrunner de Dexter à partir de la saison 6. Les mauvaises critiques reçues pour les trois dernières saisons de la série ont forcé Buck et son équipe à défendre leurs choix scénaristiques.
En décembre 2015, Buck est annoncé comme showrunner et producteur exécutif pour la série de Netflix Iron Fist, produite par Marvel Studios. Il reprend ce poste pour la série télévisée Inhumans, également liée à l'univers cinématographique Marvel ; Marvel annonce plus tard son remplacement par Raven Metzner pour la saison 2 d'Iron Fist. Les retours critiques sur Iron Fist et Inhumans ont été très mauvais, les deux séries étant considérées comme les premiers véritables échecs des productions liées à l'univers cinématographique Marvel.

## Filmographie

### Comme réalisateur
- 2003 : Lost/Found
- 2004 : University Heights
- 2010 : The Bride Wore Blood
- 2015 : Nightlight
- 2019 : Haunt
- 2020 : 50 States of Fright (1 épisode)